# Братислав Мијалковић
 Братислав Мијалковић (Пирот, 10. септембар 1971) је бивши српски фудбалер, који је играо на позицији одбрамбеног играча.
Мијалковић је провео шест сезона у Партизану, у периоду од 1990—1996. године, са којим је освојио три титуле у лиги (1993, 1994 и 1996), као и два национална купа (1992 и 1994). Након тога прешао је у француски Рен, где је био током 1996. године. У периоду од 1997 до 1998. године играо је за Перуђу, а 2001. године за Спартак Варну.
Током каријере играо је и у Хајдук Вељку из Неготина и Власини, а каријеру је завршио у Радничком Пирот.

## Трофеји

### Партизан
- Прва лига СР Југославије: 1993, 1994 и 1996.
- Куп Југославије: 1992 и 1993.